# Чарли Адам
Чарлс Грејам Адам (енгл. Charles Graham Adam) је шкотски фудбалер који тренутно игра за Рединг. Његов отац Чарлс Адам је у току своје фудбалске каријере играо за низ шкотских клубова, док је његов брат Грант голман у омладинској екипи Ренџерса.
Адам је каријеру је започео у Дандију, а наставио у Ренџерсу. После завршетка омладинске школе, провео је неколико сезона на позајмицама у мањим клубовима. Пошто није задовољио потребе Ренџерса, 2009. је прешао у Блекпул. У Блекпулу је његова каријера доживела процват, и својим играма је привукао више великих фудбалских клубова. У летњем прелазном року 2011. године је потписао уговор са Ливерпулом.
За шкотску репрезентацију је играо од 2007. до 2015. године.